# インド哲学
インド哲学（インドてつがく、darśana、ダルシャナ）は、哲学の中でもインドを中心に発達した哲学で、特に古代インドを起源にするものをいう。インドでは宗教と哲学の境目がほとんどなく、インド哲学の元になる書物は宗教聖典でもある。インドの宗教にも哲学的でない範囲も広くあるので、インドの宗教が全てインド哲学であるわけではない。しかし、伝統的に宗教的な人々は哲学的な議論をしてその宗教性を磨いている伝統がある。
古来の伝統と思われる宗教会議が現在も各地で頻繁に行われている様子で、会議では時には宗派を別にする著名な人々が宗教的な議論を行う。これは数万人の観衆を前にして行われることもあり、白熱した議論が数日にかけて、勝敗が明らかになるまで行われることもある。この場合、判定をする人物がいるわけではなく、議論をする当人が議論の成行きをみて、自らの負けを認める形を取るようである。
インドの宗教、哲学はこのような伝統の中で磨かれたものと思われる。ジャイナ教、仏教、ヨーガ学派、シヴァ派、ヴェーダーンタ学派といった学派は現在まで生き残ったが、アジャナ派、順世派、アージーヴィカ教などの学派は生き残らなかった。

## 共通のテーマ
インド哲学は、ダルマ（法）、カルマ（業）、輪廻、ドゥッカ（苦）、転生、瞑想など多くの概念を共有しており、ほぼすべての哲学が、多様な精神的修行を通じてドゥッカと輪廻から個人を解放するという究極の目標に焦点を当てている（解脱、涅槃）。存在の本質に関する仮定や、究極の解放への道の具体性が異なるため、互いに意見の異なる多くの学派が存在することになった。彼らの古代の教義は、他の古代文化に見られる多様な哲学の範囲にまたがっている。

## 正統派
中世において正統派と分類されたのは以下6つの学派であり、六派哲学（ろっぱてつがく、梵: Ṣad-darśana [シャッド・ダルシャナ]））と呼ばれインドでは最も正統的な古典的ダルシャナとされてきた。六派哲学という言葉は古いが、取り上げられる六派は一定していない。
現代では以下の六派の総称として使われている。この選択は、おそらくフリードリヒ・マックス・ミュラーや木村泰賢に始まると思われる
- ミーマーンサー学派 - 祭祀の解釈
- ヴェーダーンタ学派 - 宇宙原理との一体化を説く神秘主義
- サーンキヤ学派 - 精神原理・非精神原理の二元論
- ヨーガ学派 - 身心の訓練で解脱を目指す。
- ニヤーヤ学派 - 論理学
- ヴァイシェーシカ学派 - 自然哲学

ミーマーンサーとヴェーダーンタ、サーンキヤとヨーガ、ニヤーヤとヴァイシェーシカはそれぞれ補完しあう関係になっている。
これらヴェーダの権威を認める学派をアースティカ（āstika आस्तिक, 正統派, 有神論者）と呼ぶ。一方で、ヴェーダから離れていった仏教、ジャイナ教、順世派などの先行する思想派閥をナースティカ（nāstika नास्तिक, 非正統派、無神論者）として区別する。

## 異端派
紀元前6世紀以前にはいくつかのサマナ（沙門）運動が存在し、インド哲学のアースティカとナースティカの両伝統に影響を与えた。サマナ運動によって、アートマンの受容/否定、原子論、反知性主義、唯物論、不可知論、運命論から自由意志、極端な禁欲主義から家庭生活の理想化、厳しいアヒンサーと菜食主義から暴力や肉食の容認まで、多様な異教徒的信念を生んでいる。
サマナ運動から生まれた著名な哲学はジャイナ教、初期仏教、順世派、アージーヴィカ教であった。
- 仏教 - 仏教哲学
- ジャイナ教 - ジャイナ哲学

## 比較
インドの伝統では、多様な哲学を信奉し、アースティカとナースティカ、正統派における六派哲学などの形のように、互いに大きく意見を異にしていた。その違いは、全ての個人がアートマンを持っていると信じる派もあれば、アートマンは存在しないと主張する派もあり禁欲生活を説く派もあれば快楽主義派もあり、輪廻はあると説く派もあれば、消滅すると説く派もあり、多種多様であった。
|                       | アージーヴィカ教          | 初期仏教                                | 順世派         | ジャイナ教                                               | 正統派六派哲学 (非沙門) |
| --------------------- | ------------------------- | --------------------------------------- | -------------- | -------------------------------------------------------- | --- |
| 業（カルマ）          | 否定する                  | 肯定する                                | 否定する       | 肯定する                                                 | 肯定する |
| 輪廻と再生            | 肯定する                  | 肯定する                                | 否定する       | 肯定する                                                 | 肯定する学派もあれば、 否定する学派もある |
| 禁欲生活              | 肯定する                  | 肯定する                                | 否定する       | 肯定する                                                 | サンニャーサとして肯定 |
| 献身主義 バクティ     | 肯定する                  | 一つの選択として肯定 (パーリ語: Bhatti) | 否定する       | 一つの選択として肯定                                     | 有神論派: 一つの選択として肯定 その他: 否定 |
| アヒンサーと 菜食主義 | 肯定する                  | 肯定する。 肉食については不明           |                | アヒンサーを至上とする。動物へのアヒンサーのため菜食主義 | 最高の美徳として肯定するが、正戦論を認める。菜食主義は奨励されるが選択は任意 |
| 自由意志の 存在       | 否定する                  | 肯定する                                | 肯定する       | 肯定する                                                 | 肯定する |
| マーヤー              | 肯定する                  | 肯定する (prapañca)                     | 否定する       | 肯定する                                                 | 肯定する |
| アートマン (我)       | 肯定する                  | 否定する                                | 否定する       | 肯定する:119                                             | 肯定する |
| 創造神                | 否定する                  | 否定する                                | 否定する       | 否定する                                                 | 有神論派は肯定、 その他は否定 |
| 認識論 (プラマーナ)   | Pratyakṣa, Anumāṇa, Śabda | Pratyakṣa, Anumāṇa                      | Pratyakṣa      | Pratyakṣa, Anumāṇa, Śabda                                | ヴァイシェーシカ学派(六元論)からヴェーダーンタ学派(二元論)まで様々。 Pratyakṣa (perception), Anumāṇa (inference), Upamāṇa (comparison and analogy), Arthāpatti (postulation, derivation), Anupalabdi (non-perception, negative/cognitive proof), Śabda (Reliable testimony) |
| 認識論的権威          | ヴェーダの否定            | 仏典を肯定 ヴェーダの否定               | ヴェーダの否定 | アーガマを肯定 ヴェーダの否定                            | ヴェーダとウパニシャッドの肯定 他の文献を肯定 |
| 救い、救済論          | Samsdrasuddhi             | 涅槃 (シューニャの理解)                 |                | シッダ,涅槃                                              | 解脱、涅槃、カイヴァリヤ 不二一元論、ヨーガ、ジーヴァンムクティ ドゥバイタ、離身解脱 |
| 形而上学 (究極の現実) |                           | シューニャ                              |                | アネーカーンタヴァーダ                                   | ブラフマン |

## 主なトピック
- ヴェーダ - 最も古くに文書化された4つの聖典（『リグ・ヴェーダ』、『サーマ・ヴェーダ』、『ヤジュル・ヴェーダ』、『アタルヴァ・ヴェーダ』）の名称。ヴェーダの本書（サンヒター）は、更に古い時代から文書化を避け口伝で伝わっていたものを文書化したもので、インド哲学の最古層といえる。
  - ウパヴェーダ -  副ヴェーダ。上記の4つの正のヴェーダに対しての『アーユル・ヴェーダ』、『ガンダルヴァ・ヴェーダ』、『ダヌル・ヴェーダ』、『スタハパティア・ヴェーダ』の4つ。ヴェーダの応用編。
- ウパニシャッド - 宗教的な聖典の中でも、より哲学的な要素が多い書籍類の総称で、200種類を超え、紀元前800年に書かれたものから、16世紀に書かれたものまである。奥義書とも翻訳される。
- インド神話
- インドの宗教
- インド文学
- 文法学派（英語版）
- インド論理学
- インドの数学
- インドの文化
- インド・イスラーム哲学

### 思想家
マハーヴィーラ、釈迦、ガウダパーダ、シャンカラ、ラーマーナンダ、マーダヴァ、ヴァッラバ、カビール、ナーナク、ラーマクリシュナ、ヴィヴェーカーナンダ、オーロビンド・ゴーシュ、タゴール

### 集団
アーリヤ・サマージ、ブラフモ・サマージ

## インド哲学の研究
インド哲学の研究、特にインド仏教学（チベット仏教学も内包する）は、第二次世界大戦前にはドイツがリードしていた。

### 日本
日本における「インド哲学」（印度哲学、印哲）の研究は、西洋のインド学（インドロジー）とは異なり、仏教研究を中心に発達してきた。東京大学では、そのような仏教研究を中心とする「インド哲学」研究が行われてきた。東大印哲の主な教授には、村上専精、宇井伯寿、中村元がいる。
他方で京都大学は、西洋のインド学を模範として実証的な文献学を志向し、フランスのシルヴァン・レヴィやルイ・ルヌー（ともに日仏会館館長）の影響が見られる。京大印哲の主な教授には、黎明期の長尾雅人と足利惇氏のほか、「munitraya」（「三聖」の意）と称された梶山雄一、服部正明、大地原豊がいる。

#### 主な研究室
- 北海道大学宗教学インド哲学講座
- 東北大学インド文化学講座
- 東洋大学文学部東洋思想文化学科
- 東京大学インド哲学仏教学研究室
- 名古屋大学インド文化学研究室
- 京都大学インド古典学研究室
- 大阪大学インド学仏教学研究室
- 広島大学インド哲学研究室
- 九州大学インド哲学史研究室
- 大正大学仏教学研究科梵文学研究室
- 龍谷大学現代インド研究センター

### 西洋
前史として、アッリアノス『アレクサンドロス東征記』やメガステネス『インド誌』などには、カラノスら裸の哲学者（ギュムノソピスタイ）、または哲学者（ピロソポイ）と呼ばれる人々の記述がある。また、アショーカ王碑文や『ミリンダ王の問い』には、ギリシア哲学とインド哲学の交流がうかがえる。
19世紀、インド学者のミュラーやドイセンが、インド哲学研究を開拓した。ショーペンハウアーやニーチェはインド哲学に着想を得た。
20世紀から21世紀初頭には、オックスフォード大学・ハンブルク大学・ウィーン大学・ライデン大学・ハーバード大学・ペンシルバニア大学・トロント大学などが研究拠点となっている。

### 現代インド
現代のインドでは、パンディットと呼ばれる伝統的な学者が、サンスクリットで諸派の学問を継承している。英語でのインド人によるインド哲学研究は、1920年代にラーダークリシュナンやダスグプタが開拓した。